# سیارک ۲۳۴۰۲
سیارک ۲۳۴۰۲ (به انگلیسی: 23402 Turchina، نامگذاری:1969TO2) بیست و سه هزار و چهارصد و دومین سیارک کشف شده‌است که در ۸ اکتبر ۱۹۶۹ کشف شد.
قدر مطلق سیارک برابر ۳۰.۹ است.